# Сизівка
Си́зівка (до 1945 року — Сая́; крим. Saya) — село Євпаторійського району Автономної Республіки Крим.

## Населення
| Чисельність населення | Чисельність населення |
| 2001                  | 2014                  |
| --------------------- | --------------------- |
| 1987                  | ↘1814                 |

Всеукраїнський перепис 2001 року показав такий розподіл за носіями мови
| Мова              | Відсоток |
| ----------------- | -------- |
| російська         | 59,74    |
| кримськотатарська | 24,91    |
| українська        | 13,69    |
| інші              | 0,3      |

### Динаміка чисельності
| - 1806 рік — 141 особа - 1864 рік — 96 осіб - 1892 рік — 142 особи - 1900 рік — 134 особи - 1915 рік — 252 особи - 1918 рік — 30 осіб | - 1926 рік — 190 осіб - 1974 рік — 1622 особи - 2001 рік — 1987 осіб - 2009 рік — 1747 осіб - 2014 рік — 1814 особи |

## Сучасний стан
На 2014 рік в Сизівці нараховується 18 вулиць, 2 «території» і 1 провулок; на 2009 рік, за даними сільради, село займало площу 163,8 гектара, на якій в 678 дворах нараховувалось 1747 мешканців. Село мало автобусне сполучення з Саками та сусідніми населеними пунктами.

## Географія
Сизівка — село на північному сході району, в степовому Криму, на межі кордонів з Первомайським і Красногвардійським районом, висота над рівнем моря — 71 м. Сусідні села: Стаханівка Первомайського району в 5 км на схід, Трактове Красногвардійського району — в 6 км на південь та Ільїнка в 7 км на захід. Відстань до райцентру — близько 40 кілометрів (по шосе), найближча залізнична станція — Елеваторна за 26 кілометрів. Транспортне сполучення здійснюється по автодорозі С-0-11241 від Сак до шосе Н05 Красноперекопськ — Сімферополь.

## Історія
Перша документальна згадка села зустрічається в Камеральному Описі Криму 1784 року, судячи з якого, в останній період Кримського ханства в Ташлинський кадилик Акмечетського каймаканства входило село Саїді. Після завоювання Криму Росією (8) 19 квітня 1783 року, (8) 19 лютого 1784 року іменним указом Катерини II сенату, на території колишнього Кримського Ханства була утворена Таврійська область і село приписали до Євпаторійського повіту. Після Павловських реформ, з 1796 по 1802 рік, входила в Акмечетський повіт Новоросійської губернії. За новим адміністративним поділом, після створення 8 (20) жовтня 1802 року Таврійської губернії, Сая була включена до складу Урчукської волості Євпаторійського повіту.
За Відомостями про волості і селища, в Євпаторійському повіті з показанням числа дворів і душ … від 19 квітня 1806 року в селі Сая значився 21 двір, 138 кримських татар і 3 ясир. На військово-топографічній карті 1817 село Сая позначена з 20 дворами. На карті 1842 року село позначена з 34 дворами.
У 1860-х роках, після земської реформи Олександра II, село приписали до Абузларської волості того ж повіту. Згідно «Пам'ятною книжці Таврійської губернії за 1867 рік», село Саія було покинуте мешканцями в 1860—1864 роках в результаті еміграції кримських татар, особливо масової після Кримської війни 1853—1856 років, в Туреччину і знову заселена татарами. У «Списку населених місць Таврійської губернії за відомостями 1864 року», складеному за результатами VIII ревізії 1864 року, Сая — татарське село, з 12 дворами, 96 жителями і мечеттю при колодязях. Згідно з енциклопедичним словником «німці Росії», в 1885 році в село заселилися кримські німці лютерани. Згідно «…Пам'ятної книжки Таврійської губернії на 1892 рік», в селі Сая, яка входила в Біюк-Токсабінську дільницю, значилося 142 мешканці в 20 домогосподарствах.
Земська реформа 1890-х років в Євпаторійському повіті пройшла після 1892 року, в результаті Саю приписали до Кокейської волості. За «…Пам'ятною книжкою Таврійської губернії на 1900 рік» в селі Сая значилося 134 мешканці в 29 дворах. За Статистичному довіднику Таврійської губернії. Ч. II-я. Статистичний нарис, випуск п'ятий Євпаторійський повіт, 1915 рік, в економії Сая (Лютца і Бішлера) Кокейской волості Євпаторійського повіту значилося 8 дворів з німецьким населенням в кількості 80 осіб приписних жителів і 172 — «сторонніх» (в 1918 році визначено 30 жителів).
Після встановлення в Криму радянської влади в 1920 році в селі створено показовий радгосп «Саї» (згодом — племінний радгосп-завод «Чорноморський»). За постановою Кримревкома від 8 січня 1921 року № 206 «Про зміну адміністративних кордонів» була скасована волосна система і село увійшло до складу Євпаторійського району Євпаторійського повіту, а в 1922 році повіти отримали назву округів. 11 жовтня 1923 року, згідно з постановою ВЦВК, в адміністративний поділ Кримської АРСР були внесені зміни, в результаті яких округу були скасовані і відбулося укрупнення районів — територію округу включили в Євпаторійський район. Згідно зі Списком населених пунктів Кримської АРСР по Всесоюзного перепису 17 грудня 1926 року, в селі Сая, Кокейської сільради Євпаторійського району, значилося 18 дворів, з них 16 селянських, населення становило 89 осіб, з них 49 німців, 23 українці і 17 росіян. В однойменному радгоспі було 46 дворів, населення 101 особа (43 росіяни, 36 українців, 17 німців, 1 білорус, 1 грек, 1 латиш, 2 записані в графі «інші». Постановою Президії КримЦВК «Про утворення нової адміністративної територіальної мережі Кримської АРСР» від 26 січня 1935 року був створений Сакський район і село включили до його складу. Мабуть, тоді ж була утворена Саінська сільрада, оскільки рік на 1940 рік вона уже існувала (в якому село перебуває всю подальшу історію). Незабаром після початку II світової війни, 18 серпня 1941 року, кримські німці були виселені, спочатку в Ставропольський край, а потім в Сибір і північний Казахстан. У вересні — жовтні 1941 року, під час оборони Криму, біля села був створений аеродром, на якому базувалися винищувачі 1-го авіаполку ВПС 51-ї окремої армії (літаки І-15біс і І-16).
Після звільнення Криму від нацистів упродовж 18-21 травня 1944 року за наказом Йосипа Сталіна і постановою Державного комітету оборони СРСР від 11 травня 1944 року з Криму були депортовані всі мешканці кримськотатарської національності, що призвело до гострої нестачі людського ресурсу, що спонукало владу 12 серпня 1944 року прийняти постанову № ГОКО-6372с «Про переселення колгоспників в райони Криму», за яким в район із Курської і Тамбовської областей РРФСР переселялися 8100 колгоспників, а на початку 1950-х років пішла друга хвиля переселенців з різних областей України. Указом Президії Верховної Ради Української РСР від 21 серпня 1945 року Саї була перейменована в Сизівку і Саїнська сільрада — в Сизівську. 26 квітня 1954 року Кримська область була передана УРСР. Указом Президії Верховної Ради УРСР «Про укрупнення сільських районів Кримської області», від 30 грудня 1962 року село приєднали до Євпаторійського району. 1 січня 1965 року указом Президії ВР УРСР «Про внесення змін до адміністративного районування УРСР — по Кримській області», Євпаторійський район був скасований і село включили до складу Сакського (за іншими даними — 11 лютий 1963 року). 8 квітня 1971 року чабану радгоспу «Чорноморський» Семену Бему присвоєно звання Герой Соціалістичної Праці. На 1974 рік у Сизівці значилося 1622 мешканці. 12 лютого 1991 року Кримська область перейменована в Кримську АРСР, з 26 лютого 1992 року — в Автономну Республіку Крим.

## Уродженці
- Євген Головчак — військовий, загинув 8 жовтня 2022 року у районі села Петропавлівка Куп'янського району Харківської області.[1]